# Giammaria Ortes

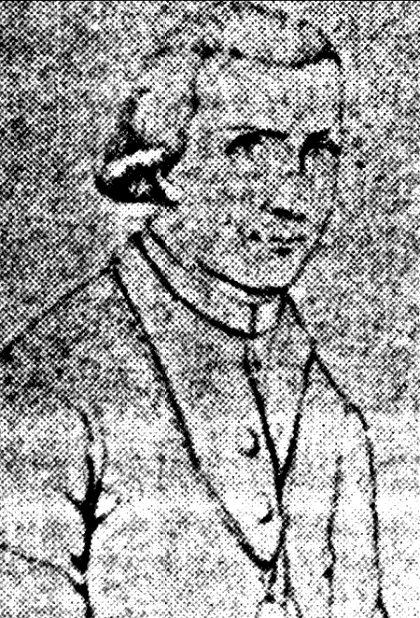
Giammaria Ortes

Giammaria Ortes (* 2. März 1713; † 1790) war ein venetianischer Komponist, Ökonom, Mathematiker,  kamaldulenischer Mönch und Philosoph. Er ist bekannt dafür, einige Überlegungen der malthusschen Bevölkerungstheorie vorweggenommen zu haben. 
Im marxschen Kapital wird Ortes als großer ökonomischer Schriftsteller des 18. Jahrhunderts betrachtet, der jedoch den „Antagonismus der kapitalistischen Produktion als allgemeines Naturgesetz des gesellschaftlichen Reichtums“ auffasse. So schreibt Ortes: „Das ökonomisch Gute und ökonomisch Böse halten sich in einer Nation stets das Gleichgewicht, die Fülle der Güter für einige ist immer gleich dem Mangel derselben für andre. Großer Reichtum von einigen ist stets begleitet von absoluter Beraubung des Notwendigen bei vielmehr andren. Der Reichtum einer Nation entspricht ihrer Bevölkerung, und ihr Elend entspricht ihrem Reichtum. Die Arbeitsamkeit in einigen erzwingt den Müßiggang in andren. Die Armen und Müßigen sind eine notwendige Frucht der Reichen und Tätigen.“ Marx zitiert ihm darüber hinaus mit folgender Äußerung: „Statt unnütze Systeme für das Glück der Völker aufzustellen, will ich mich darauf beschränken, die Gründe ihres Unglücks zu untersuchen.“

## Werke
- Della economia nazionale (1774)

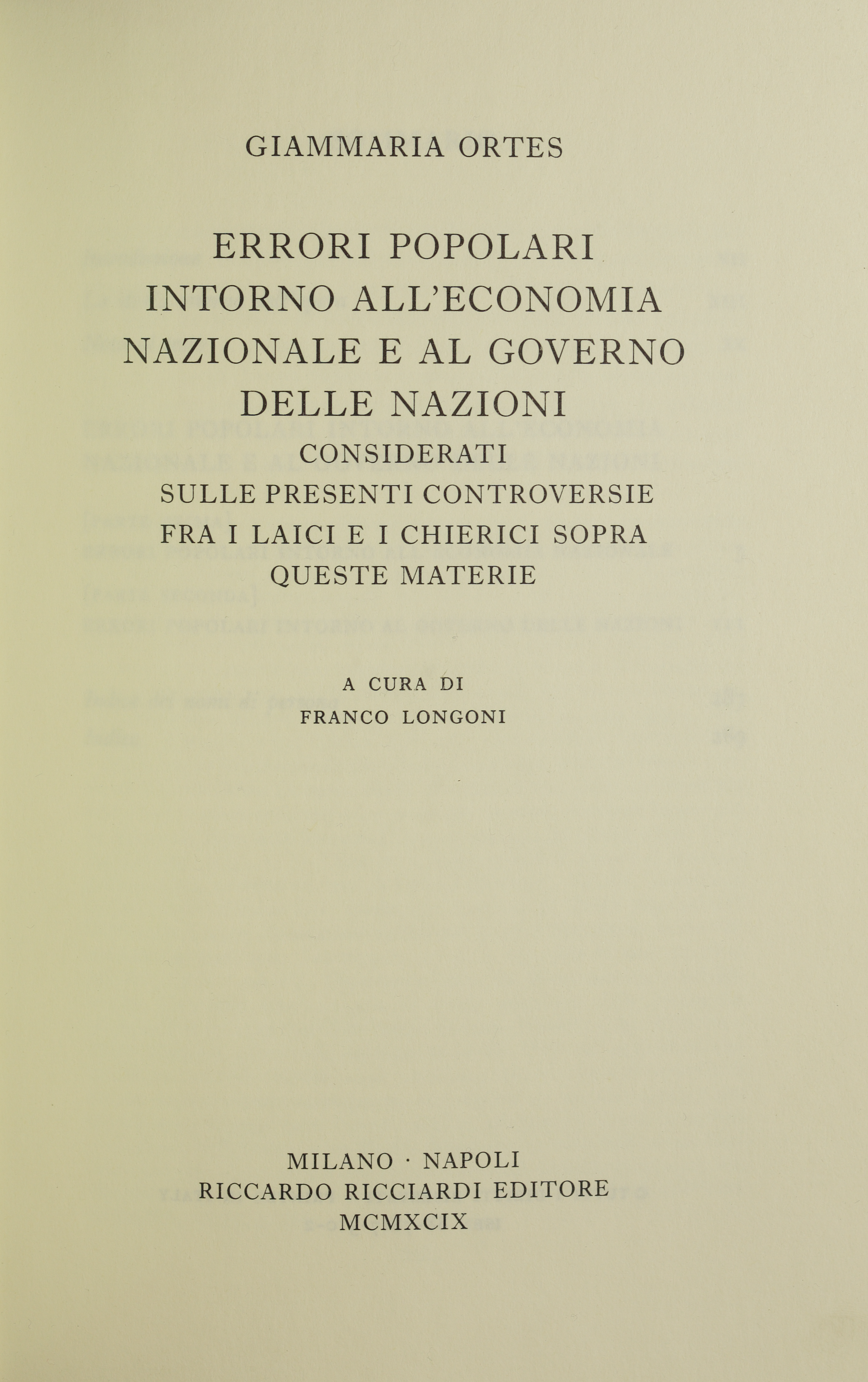
Errori popolari intorno all'economia nazionale e al governo delle nazioni, 1999

- Sulla religione e sul governo dei popoli (1780)
- Dei fedecommessi a famiglie e chiese (1784)